# Allostoma uterinum
Allostoma uterinum is een platworm (Platyhelminthes). De worm is tweeslachtig. De soort leeft in het zoute water.
Het geslacht Allostoma, waarin de platworm wordt geplaatst, wordt tot de familie Cylindrostomidae gerekend. De wetenschappelijke naam van de soort werd voor het eerst geldig gepubliceerd in 1952 door Westblad.